# Tegami Bachi
Tegami Bachi (テガミバチ, lit. Letter Bee), a vegades romanitzat com Tegamibachi, és una sèrie de manga shōnen d'Hiroyuki Asada. La sèrie fou primerament serialitzada a la Monthly Shōnen Jump amb deu capítols, i està sent serialitzada actualment a la revista mensual de Jump SQ..

## Argument
La història pren lloc a la terra d'Amberground, un lloc de perpètua nit o foscor que només és il·luminat parcialment amb llum artificial. Lag Seeing treballa com un "Letter Bee" (missatger) al "Bee-Hive" (un servei de lliurament), amb el seu Dingo, Niche, i la seua "mascota", Steak, viatjant amb ells. Tothom a Amberground confia en ell per lliurar els seus paquets.